# Sub-Q
Sub-Q或稱“Restylane Sub-Q”原本是一種隆鼻和去皺的注射劑。近期日本新興以此物料注射入胸部隆胸。其有效化學成分是透明质酸，又稱玻尿酸或醣醛酸（Hyaluronic Acid，簡稱HA）。此物質最初由瑞典研制，日本美容業近年來引入它，並應用在隆胸上。
雖然推廣以Sub-Q隆胸之業界聲稱此物料安全，但醫學界卻對Sub-Q之安全性有所保留。因為目前未有医学研究證明以Sub-Q隆胸是安全的。現時，透明質酸也會用在隆鼻等小型手術，不過其注射分量只是1cc，而此微少分量就算被身體吸收，也不會產生副作用。但是如果每邊乳房注入100cc大量的透明質酸在胸部後，其副作用則不能估計。如果注射後發生感染或移位的話，會非常危險，因為想把此物質取出來都不能把其完全清除。此外，注射需要昂貴金錢，可是物料約在六個月就會被身體吸收，隆胸效果消失。
此外，美國食品及藥物管理局（FDA）其實並未批准Restylane注射劑應用在隆胸之上。FDA當局在其產品安全資料上說明其用途只是注射小量於面部以消除皺痕，並注明此產品是禁止用作隆胸用途。而日本方面厚生省並未把Sub-Q列入医疗药品名單，因此物料未受特别监管，且毋须注册便可入口。香港衛生署方面，並未把此物料未列在獲醫學註冊的用品中。